# Willis Keith Baldwin
Pour l’article homonyme, voir Baldwin.
Willis Keith Baldwin (17 mars 1857-19 avril 1935 à l'âge de 78 ans) est un marchand et homme politique fédéral du Québec.

## Biographie
Né à Baldwin's Mills dans le Canada-Est, Willis Baldwin devient député du Parti libéral du Canada dans la circonscription fédérale de Stanstead en 1917. Réélu en 1921, 1925 et en 1926, il ne se représenta pas en 1930. 